# 애니메이션 영화 목록
다음은 애니메이션 영화 목록이다.

## 나라별
- 한국
- 일본
- 중국
- 미국
- 브라질
- 에스토니아

## 연대별
참고: 장편 영화
- 1940년대
- 1950년대
- 1960년대
- 1970년대
- 1980년대
- 1990년대
- 2000년대
- 2010년대
- 2020년대

## 길이별
- 장편
- 단편

## 제작사별
- 월트 디즈니 스튜디오
  - 디즈니의 장편 애니메이션 영화 목록
  - 20세기 스튜디오 (블루 스카이 스튜디오)
  - 월트 디즈니 애니메이션 스튜디오
  - 픽사
- NBC유니버설
  - 유니버설 픽처스의 장편 애니메이션 영화 목록
  - 일루미네이션 엔터테인먼트
  - 드림웍스 애니메이션
- 메트로 골드윈 메이어
  - 메트로 골드윈 메이어의 장편 애니메이션 영화 목록
- 바이어컴CBS
  - 파라마운트 픽쳐스의 장편 애니메이션 영화 목록
  - 니켈로디언 무비스
- 소니 픽처스 엔터테인먼트
  - 소니 픽처스의 장편 애니메이션 영화 목록
- 워너미디어
  - 워너 브라더스의 장편 애니메이션 영화 목록
  - 워너 애니메이션 그룹
  - 카툰 네트워크

## 기술별
- 컴퓨터 애니메이션
- 플래시
- 스톱 모션

## 연도별
참고: 장편 영화.
| - 1970년 - 1971년 - 1972년 - 1973년 - 1974년 - 1975년 - 1976년 - 1977년 - 1978년 - 1979년 | - 1980년 - 1981년 - 1982년 - 1983년 - 1984년 - 1985년 - 1986년 - 1987년 - 1988년 - 1989년 | - 1990년 - 1991년 - 1992년 - 1993년 - 1994년 - 1995년 - 1996년 - 1997년 - 1998년 - 1999년 | - 2000년 - 2001년 - 2002년 - 2003년 - 2004년 - 2005년 - 2006년 - 2007년 - 2008년 - 2009년 | - 2010년 - 2011년 - 2012년 - 2013년 - 2014년 - 2015년 - 2016년 - 2017년 - 2018년 - 2019년 | - 2020년 - 2021년 - 2022년 - 2023년 - 영화 제작사 목록 - 영화 목록 - 비디오 게임 목록 - 영화 장르 |